# Carex candrianii
Carex candrianii är en halvgräsart som beskrevs av Johann Andreas `Andrees' Kneucker. Carex candrianii ingår i släktet starrar, och familjen halvgräs. Inga underarter finns listade i Catalogue of Life.